# Before the Dawn Heals Us
Before the Dawn Heals Us é o terceiro álbum de estúdio da banda francesa de eletropop e shoegaze, M83, lançado em 2005. Recebendo boas críticas, foi lançado pela gravadora Gooom na Europa em 24 de janeiro de 2005 e pela Mute, nos Estados Unidos, em 25 de janeiro do mesmo ano sendo que, após a data, foram enviadas mais de 30 mil cópias para as lojas de discos americanas.
Foi o primeiro álbum da banda após a saída de Nicolas Fromageau. Before the Dawn Heals Us possuí quatro singles: "A Guitar and a Heart"/"Safe" (lançados em 22 de novembro de 2004), "Don't Save Us from the Flames" (07 de fevereiro de 2005) e "Teen Angst" (de 6 de maio de 2005).

## Lista de Músicas
Álbum com músicas compostas por Antonio Gonzales, Yann Gonzales e Antoine Gaillet.
| N.º            | Título                                   | Duração |  |
| 1.             | "Moon Child"                             | 4:40    |  |
| 2.             | "Don't Save Us from the Flames"          | 4:17    |  |
| 3.             | "In the Cold I'm Standing"               | 4:10    |  |
| 4.             | "Farewell / Goodbye"                     | 5:34    |  |
| 5.             | "Fields, Shorelines and Hunters"         | 2:32    |  |
| 6.             | "*"                                      | 2:44    |  |
| 7.             | "I Guess I'm Floating"                   | 2:01    |  |
| 8.             | "Teen Angst"                             | 5:04    |  |
| 9.             | "Can't Stop"                             | 2:22    |  |
| 10.            | "Safe"                                   | 4:55    |  |
| 11.            | "Let Men Burn Stars"                     | 1:59    |  |
| 12.            | "Car Chase Terror!"                      | 3:47    |  |
| 13.            | "Slight Night Shiver"                    | 2:12    |  |
| 14.            | "A Guitar and a Heart"                   | 4:48    |  |
| 15.            | "Lower Your Eyelids to Die with the Sun" | 10:41   |  |
| Duração total: | Duração total:                           | 61:01   |  |